# Distichium brachyphyllum
Distichium brachyphyllum är en bladmossart som beskrevs av C. Müller 1896. Distichium brachyphyllum ingår i släktet planmossor, och familjen Ditrichaceae. Inga underarter finns listade i Catalogue of Life.